# Ádám Kovács
Pour les articles homonymes, voir Kovacs.
Ádám Kovács, né le 3 février 1981 à Budapest, est un karatéka hongrois connu pour avoir remporté le titre de vice-champion du monde en kumite individuel masculin moins de 65 kilos aux championnats du monde de karaté 2004 à Monterrey, au Mexique.

## Résultats
| Résultat           | Date             | Épreuve                   | Catégorie | Compétition                                  | Ville hôte            |
| ------------------ | ---------------- | ------------------------- | --------- | -------------------------------------------- | --------------------- |
| Médaille d'argent  | Février 2001     | Kumite individuel - 65 kg | Juniors   | Championnats d'Europe juniors et cadets 2001 | Nicosie, à Chypre     |
| Médaille d'or      | Octobre 2001     | Kumite individuel - 65 kg | Juniors   | Championnats du monde juniors et cadets 2001 | Athènes, en Grèce     |
| Médaille d'argent  | Novembre 2004    | Kumite individuel - 65 kg | Seniors   | Championnats du monde 2004                   | Monterrey, au Mexique |
| Médaille de bronze | Mai 2006         | Kumite individuel - 65 kg | Seniors   | Championnats d'Europe 2006                   | Stavanger, en Norvège |
| 5e place           | 3 mai 2008       | Kumite individuel - 65 kg | Seniors   | Championnats d'Europe 2008                   | Tallinn, en Estonie   |
| Médaille d'argent  | 15 novembre 2008 | Kumite individuel - 65 kg | Seniors   | Championnats du monde 2008                   | Tōkyō, au Japon       |